# Роза Лютера
Печа́ть Лю́тера или ро́за Лю́тера — широко известный символ лютеранства. Это была печать, разработанная для Мартина Лютера по приказу саксонского князя Иоганна Фридриха в 1530 году, когда Лютер пребывал в Кобургской крепости во время Аугсбургского рейхстага. Лазарус Шпенглер, которому Лютер написал своё нижепредставленное истолкование, послал Лютеру рисунок этой печати. Лютер видел её как компендиум, краткое изложение своей теологии и веры, впоследствии он использовал печать для авторизации (подтверждения своего авторства) своей переписки. 15 сентября 1530 года Лютер проинформировал Филиппа Меланхтона, что принц нанёс ему визит в Кобургской крепости и преподнёс ему кольцо с печатью. В Саксонии, особенно в Лейпциге, а также в Саксонии-Анхальт и Тюрингии в память о событиях начала Реформации пекут сладкие реформаторские булочки в форме розы Лютера.

## Составные части печати, связанные с Лютером до 1530 года

Оригинальная печать

Роза была известна как эмблема Лютера с 1520 года, когда Вольфганг Штёкель в Лейпциге издал одну из проповедей Лютера с деревянной гравюрой реформатора. Это было первое изображение Лютера, созданное современником.
Докторское кольцо Лютера изображало щит, имеющий форму сердца — символ Святой Троицы.

## Толкование компонентов
- Черный крест, символ креста, на котором был распят Иисус Христос.

Он в центре розы, что показывает центральное значение жертвы Иисуса. Вера в смерть Иисуса на кресте и в его воскрешение спасает душу.
- Красное сердце, символ сердца христиан.

Так как крест дает жизнь христианам, которые в свою очередь должны любить так, как любил Иисус.
- Белая роза, символ радости и мира.

Роза — символ Христа. Пять лепестков символизируют пять ран Христовых. Изображение белой лилии как символа воскресения можно часто увидеть на старых могильных памятниках. Вера приносит радость, утешение и мир сердцу.
- Золотые огненные языки, символ Святого Духа.

Они расположены среди лепестков розы, но их нет на первоначальной розе Лютера; иногда их заменяют листьями. Они олицетворяют огненные языки Святого Духа, сошедшие на апостолов в день Сошествия Святого Духа. Они показывают, что Святой Дух освещает христиан и ведет их к счастью: любить своего Спасителя и нести свидетельство своей веры. Проповедь апостолов приносит плоды, так как Святой Дух волнует и воспламеняет сердца.
- Синий фон, символ небес.

Он показывает что за радостью веры следует начало новой жизни на небе.
- Золотое кольцо, символ вечности.

Как золото, которое не ржавеет и является самым драгоценным из металлов, это символизирует вечную жизнь на небе, ожидающую христиан.

## Истолкование печати Лютером
Письмо с истолкованием печати Лазарусу Шпенглеру, датированное 8 июля 1530 года:

…моя печать является символом моей теологии. Первым должен быть черный крест на сердце, которое окрашено в свой естественный цвет, так что мне будет напомнено, что вера в распятого [Христа] вводит нас в Царство Небесное. «Потому что сердцем веруют к праведности» (Рим. 10:10). Хотя это и черный крест, который умерщвляет и должен также причинять боль, он оставляет сердцу его естественный цвет. Он не искажает природу, то есть не убивает, а сохраняет её живой. «Праведный верою жив будет» (Рим. 1:17). А сердце изображено в центре цветка белой розы, олицетворяющей радость, утешение и умиротворение, которые приносит вера. Другими словами, она помещает верующего в белую розу радости, «мир Мой даю вам; не так, как мир дает, Я даю вам» (Иоанн 14:27).
Розе же надлежит быть белой, а не красной. Ведь белый цвет — это цвет духовности и всех ангелов (см. Матфей 28:3; Иоанн 20:12). Роза благоухает в небесно-голубом поле. И такое благолепие в духе и вере есть начало будущей небесной услады. Поле окружено золотым кольцом. Это означает, что небесному блаженству нет конца; оно будет длиться вечно. Оно дороже всех радостей и благ, точно так же, как золото выше, благороднее, ценнее всех металлов. Это мой compendium theologiae [краткое изложение теологии]..
Оригинальный текст (англ.)…my seal is a symbol of my theology. The first should be a black cross in a heart, which retains its natural color, so that I myself would be reminded that faith in the Crucified saves us. "For one who believes from the heart will be justified" (Rom. 10:10). Although it is indeed a black cross, which mortifies and which should also cause pain, it leaves the heart in its natural color. It does not corrupt nature, that is, it does not kill but keeps alive. "The just shall live by faith" (Rom. 1:17) but by faith in the crucified. Such a heart should stand in the middle of a white rose, to show that faith gives joy, comfort, and peace. In other words, it places the believer into a white, joyous rose, for this faith does not give peace and joy like the world gives (John 14:27). That is why the rose should be white and not red, for white is the color of the spirits and the angels (cf. Matt. 28:3; John 20:12). Such a rose should stand in a sky-blue field, symbolizing that such joy in spirit and faith is a beginning of the heavenly future joy, which begins already, but is grasped in hope, not yet revealed. And around this field is a golden ring, symbolizing that such blessedness in Heaven lasts forever and has no end. Such blessedness is exquisite, beyond all joy and goods, just as gold is the most valuable, most precious and best metal. This is my compendium theologiae [summary of theology].
Оригинальный текст (нем.)…ein Merkzeichen meiner Theologie. Das erst sollt ein Kreuz sein, schwarz im Herzen, das seine natürliche Farbe hätte, damit ich mir selbst Erinnerung gäbe, daß der Glaube an den Gekreuzigten uns selig machet. Denn so man von Herzen glaubt, wird man gerecht. Ob’s nun wohl ein schwarz Kreuz ist, mortifizieret und soll auch wehe tun, dennoch läßt es das Herz in seiner Farbe, verderbt die Natur nicht, das ist, es tötet nicht, sondern erhält lebendig … Solch Herz aber soll mitten in einer weißen Rosen stehen, anzuzeigen, daß der Glaube Freude, Trost und Friede gibt, darum soll die Rose weiß und nicht rot sein; denn weiße Farbe ist der Geister und aller Engel Farbe. Solche Rose stehet im himmelfarben Felde, daß solche Freude im Geist und Glauben ein Anfang ist der himmlische Freude zukünftig, jetzt wohl schon drinnen begriffen und durch Hoffnung gefasset, aber noch nicht offenbar. Und in solch Feld einen goldenen Ring, daß solch Seligkeit im Himmel ewig währet und kein Ende hat und auch köstlich über alle Freude und Güter, wie das Gold das höchste, köstlichste Erz ist.

## Полемика

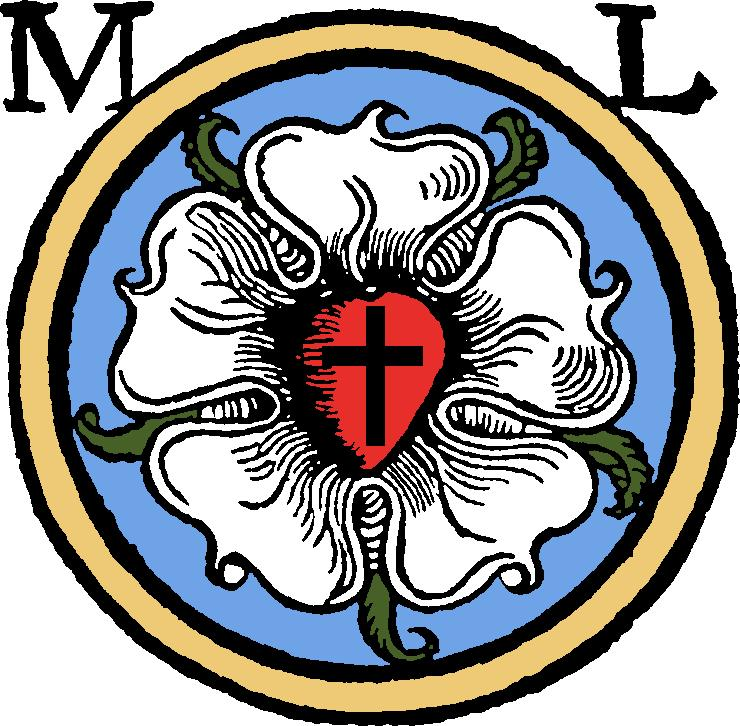

Некоторые авторы видят связь розы Лютера с символикой розенкрейцеров (см. статью Луиса Шарбоне-Лассау «A propos de la rose emblématique de Martin Luther» в эзотерическом журнале Regnabit, январь 1925), несмотря на то что Мартин Лютер не знал об оккультном символизме, связанном с красным и белым цветом, поскольку орден розенкрейцеров появился лишь в XVII веке. Иные усматривают схожесть розы с перевернутой сатанинской звездой, но обоснованность преднамеренности такого сходства, как и само сходство вызывает большие сомнения.

## Применение в гербах
Роза Лютера использовалась в гербах многих дворянских родов.

Герб рода дворян Лютер внесён в Часть 15 Общего гербовника дворянских родов Всероссийской империи, стр. 52

### Немецкие гербы

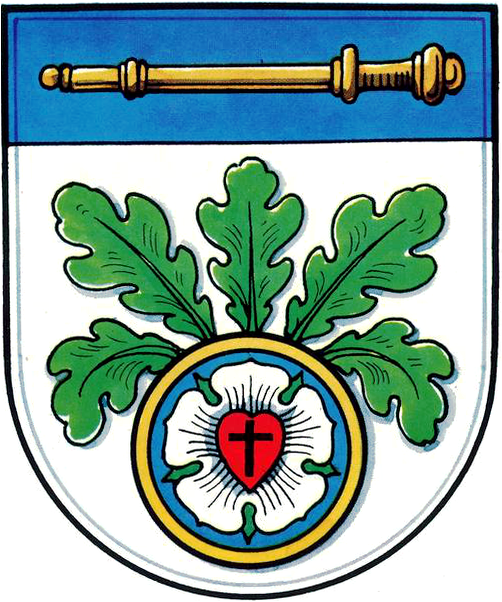
Лангенхолтенсен
Кирхберг-Тенинг
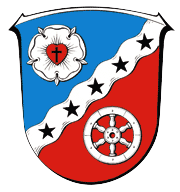
Родгау
Вайн
Нойендеттельзау
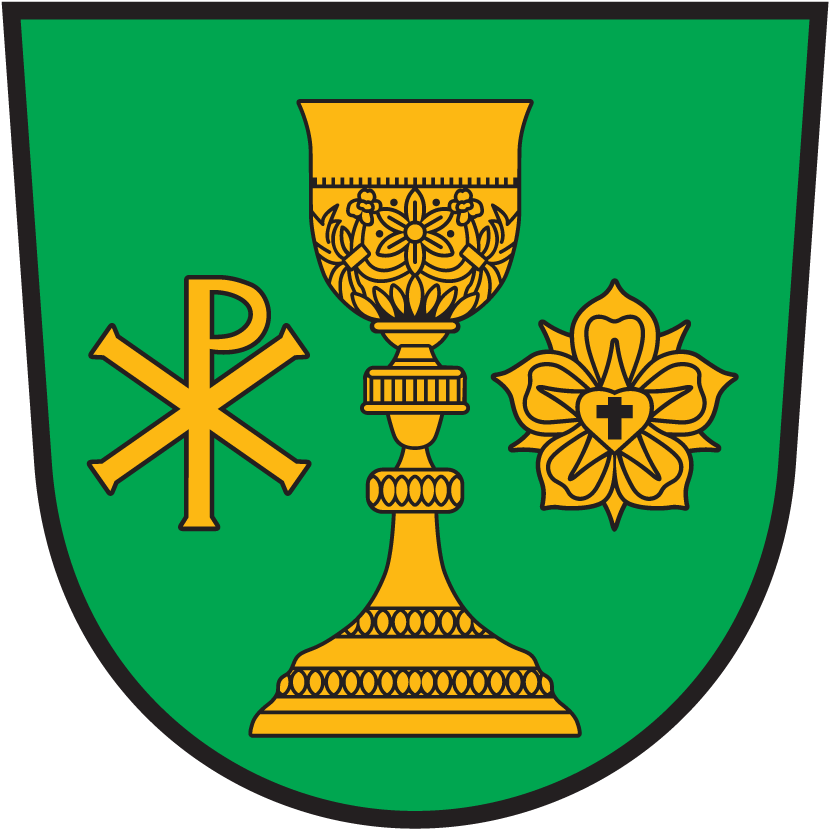
Арриах
Рамзау-ам-Дахштайн
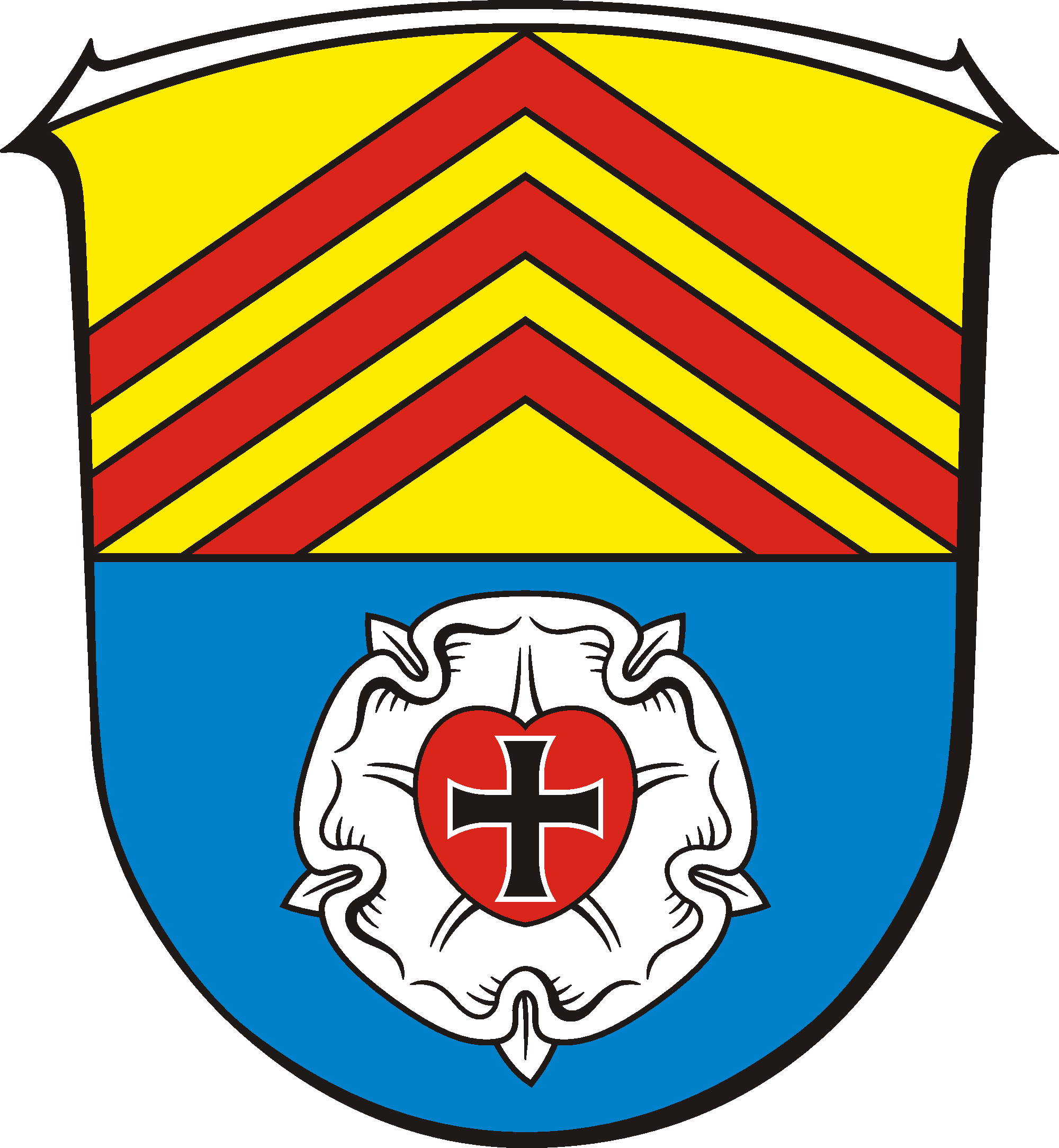
Родгау-Дуденхофен
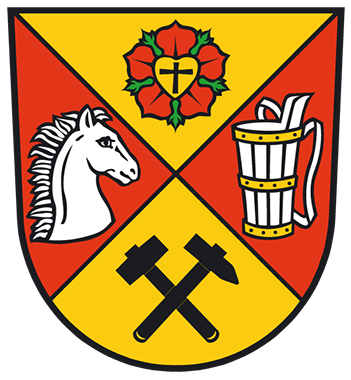
Унтербрайцбах
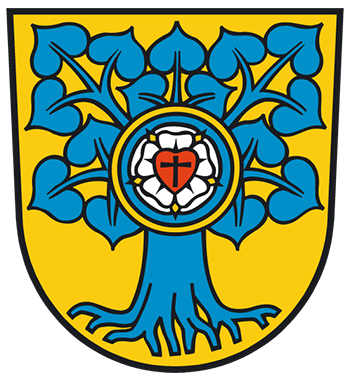
Мёра

### Венгерские гербы

Кётче
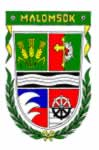
Маломшок
Менде
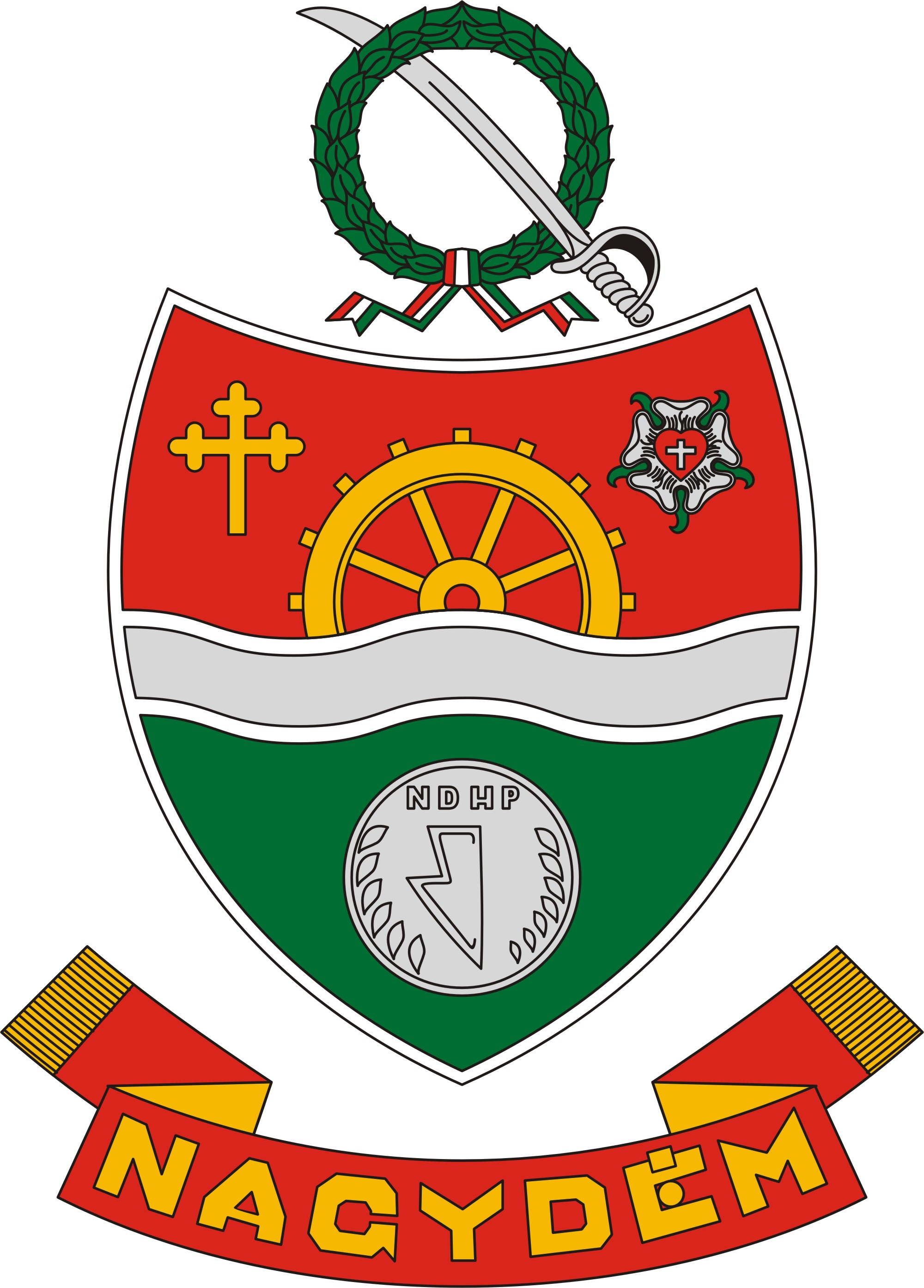
Надьдем
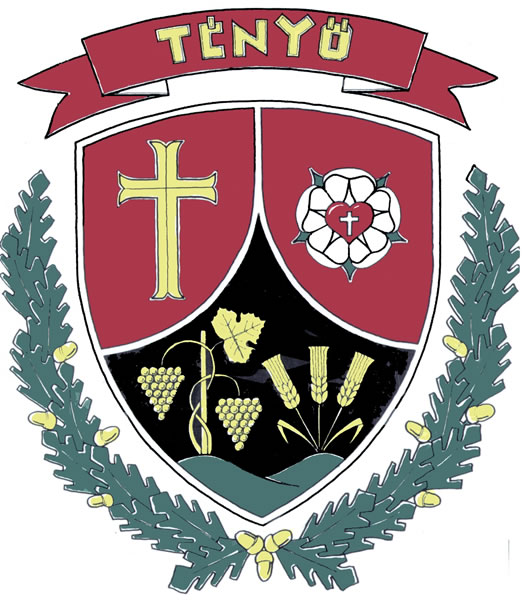
Теньё